# Richard Armitage
Richard Lee Armitage (ur. 26 kwietnia 1945 w Bostonie, zm. 13 kwietnia 2025 w Arlington) – amerykański polityk, konserwatysta.

## Wykształcenie i służba w wojsku
Ukończył United States Naval Academy (1967), następnie został skierowany do służby czynnej w United States Navy. Wziął udział w wojnie wietnamskiej, służąc na niszczycielu i doradzając wietnamskim wojskowym. W 1973 przeszedł ze służby liniowej do pracy administracyjnej w ataszacie wojskowym w Sajgonie.

## Wczesna kariera polityczna
W 1975 pracą w departamencie obrony rozpoczął pracę w administracji waszyngtońskiej. Pełnił wówczas służbę także w delegacji (w Iranie). Po powrocie do kraju pracował w sektorze prywatnym.
Ponownie zaangażował się w politykę, stając u boku konserwatystów: Boba Dole’a i Ronalda Reagana. Od 1981 do 1983 był zastępcą asystenta sekretarza obrony ds. Azji i Pacyfiku, a potem, do 1989 – pełnił funkcję jego asystenta.
W 1989 i 1991 był wysyłany z misjami zagranicznymi jako negocjator. Po 1993 ponownie wycofał się z polityki. Nie na długo, wkrótce bowiem zaangażował się w prace konserwatywnych ośrodków badawczych – był jednym z sygnatariuszy listu Project for the New American Century do prezydenta Billa Clintona (1998). Ponownie wciągnął się w wir bieżącej polityki, zostając członkiem zespołu doradców kandydata na prezydenta, George’a Walkera Busha.

## Zastępca sekretarza stanu
26 marca 2001 został 13. zastępcą sekretarza stanu, Colina Powella. Dymisję z urzędu złożył 16 listopada 2004, dzień po takim samym kroku swojego zwierzchnika. Funkcję sprawował jeszcze do 22 lutego 2005, kiedy urząd objął Robert Zoellick. Pomimo propozycji, nie objął żadnego innego stanowiska politycznego. W 2006 został członkiem zarządu koncernu naftowego ConocoPhillips.
Pomimo swojego wykształcenia i wojennej przeszłości (a może właśnie dlatego), wraz z Collinem Powellem tworzył trzon „stronnictwa gołębi” – przeciwników siłowego rozwiązania problemu Iraku. Jego udział w aferze Plame Wilson – „Plamegate” (dekonspiracji agentki CIA, żony krytyka działań amerykańskich), pozostaje do tej pory niejasny.

## Odznaczenia i nagrody
- Presidential Citizens Medal (USA)
- Nagroda Sekretarza Stanu za Wybitną Służbę (USA)
- Medal Departamentu Obrony za Wybitną Służbę Publiczną (USA) – czterokrotnie
- Medal Sekretarza Obrony za Wybitną Służbę Publiczną (USA)
- Medal Przewodniczącego Kolegium Połączonych Szefów Sztabów za Wzorową Służbę Publiczną (USA)
- Honorowy Towarzysz Orderu Australii (2010)[3]
- Wielka Wstęga Orderu Wschodzącego Słońca (Japonia, 2015)
- Honorowy Towarzysz Nowozelandzkiego Orderu Zasługi
- Komandor Orderu Narodowego Gwiazdy Rumunii
- Honorowy Rycerz Komandor Orderu św. Michała i św. Jerzego (Wielka Brytania)